# Ancyromonadida
Ancyromonadida — порядок еукаріот. Представники порядку здебільшого мешкають у морях та прісних водоймах, деякі живуть у ґрунті. Живляться бактеріями.

## Опис
Клітини дорсовентрально стиснуті, із двома неоднаковими джгутиками, кожен із яких виходить з окремої кишені. Апікальний (передній) джгутик може бути дуже тонким або закінчуватися на клітинній мембрані, тоді як задній джгутик довгий і розмішений вентрально або латерально. Мітохондріальні кристи дископодібні або плоскі.

## Систематика
Розміщення групи є дискусійним, оскільки вона лежить поблизу спільного кореня дерева еукаріотів, імовірно, виходить за межі п'яти супергруп еукаріот[відсутнє в джерелі]. Кавальє-Сміт вважав, що Ancyromonadida є базальною групою для Amoebozoa та Opisthokonta, і розмістив її разом з іншими групами в Sulcozoa. Однак Ancyromonadida є більш базальними, ніж Malawimonas. Можливо група є стем-групою Podiata, і має бути розміщена в основі дерева еукаріотів.

## Таксономія
- Родина Ancyromonadidae Cavalier-Smith 1993
  - Рід Ancyromonas Kent 1880
- Родина Planomonadidae Cavalier-Smith 2008
  - Рід Fabomonas Glücksman & Cavalier-Smith 2013
  - Рід Planomonas Cavalier-Smith 2008 emend. Cavalier-Smith 2013
- Родина Nutomonadidae Cavalier-Smith 2013
  - Рід Nutomonas Cavalier-Smith 2013